# Neusticomys oyapocki
Neusticomys oyapocki је врста глодара из породице хрчкова (лат. Cricetidae). 

## Распрострањење
Врста је присутна у Бразилу и Француској Гвајани.

## Станиште
Станишта врсте су шуме и слатководна подручја.

## Угроженост
Подаци о распрострањености ове врсте су недовољни.

### Популациони тренд
Популација ове врсте се смањује, судећи по расположивим подацима.